# アミノ酸合成
アミノ酸合成（アミノさんごうせい、Amino acid synthesis）は、生物学的経路（代謝経路）におけるアミノ酸合成過程を指す。他の化学物質から様々なアミノ酸は生体内で合成するが、この経路の基質は有機体の食物の物質である。生体を構成するタンパク質のすべてのアミノ酸を生体内で合成できるわけではなく、生物種によって合成できないアミノ酸が存在する。これをその生物種にとっての必須アミノ酸という。ヒトで20種のα-アミノ酸のうち11種しか合成できず、残り9種類は食事により摂取しなくてはならない。
生物学的経路を経ないアミノ酸合成はストレッカー反応を参照のこと。

## 合成・代謝過程
- グルタミン酸はα-ケトグルタル酸のアミノ化により合成される。

α-ケトグルタル酸 + NH4+ {\displaystyle \rightleftarrows } グルタミン酸
- アラニンとアスパラギン酸はグルタミン酸のアミノ基転移によって合成される。